# Krtov
Krtov (německy Kirtau) je obec v okrese Tábor v Jihočeském kraji. Žije zde 164 obyvatel.

## Historie
První písemná zmínka o obci pochází z roku 1379.

## Obyvatelstvo
| Rok            | 1869 | 1880 | 1890 | 1900 | 1910 | 1921 | 1930 | 1950 | 1961 | 1970 | 1980 | 1991 | 2001 | 2011 | 2021 |
| -------------- | ---- | ---- | ---- | ---- | ---- | ---- | ---- | ---- | ---- | ---- | ---- | ---- | ---- | ---- | ---- |
| Počet obyvatel | 286  | 285  | 275  | 254  | 268  | 268  | 234  | 165  | 170  | 162  | 161  | 128  | 141  | 142  | 160  |
| Počet domů     | 38   | 39   | 41   | 44   | 45   | 45   | 47   | 47   | 42   | 40   | 40   | 48   | 52   | 55   | 61   |

## Obecní správa
Mezi lety 1850–1976 byl Krtov obcí v okrese Tábor. Od 1. dubna 1976 do 23. listopadu 1990 patřil jako část obce k Choustníku a od 24. listopadu 1990 je opět samostatnou obcí. V letech 1850–1879 k obci patřila Dlouhá Lhota.

## Pamětihodnosti

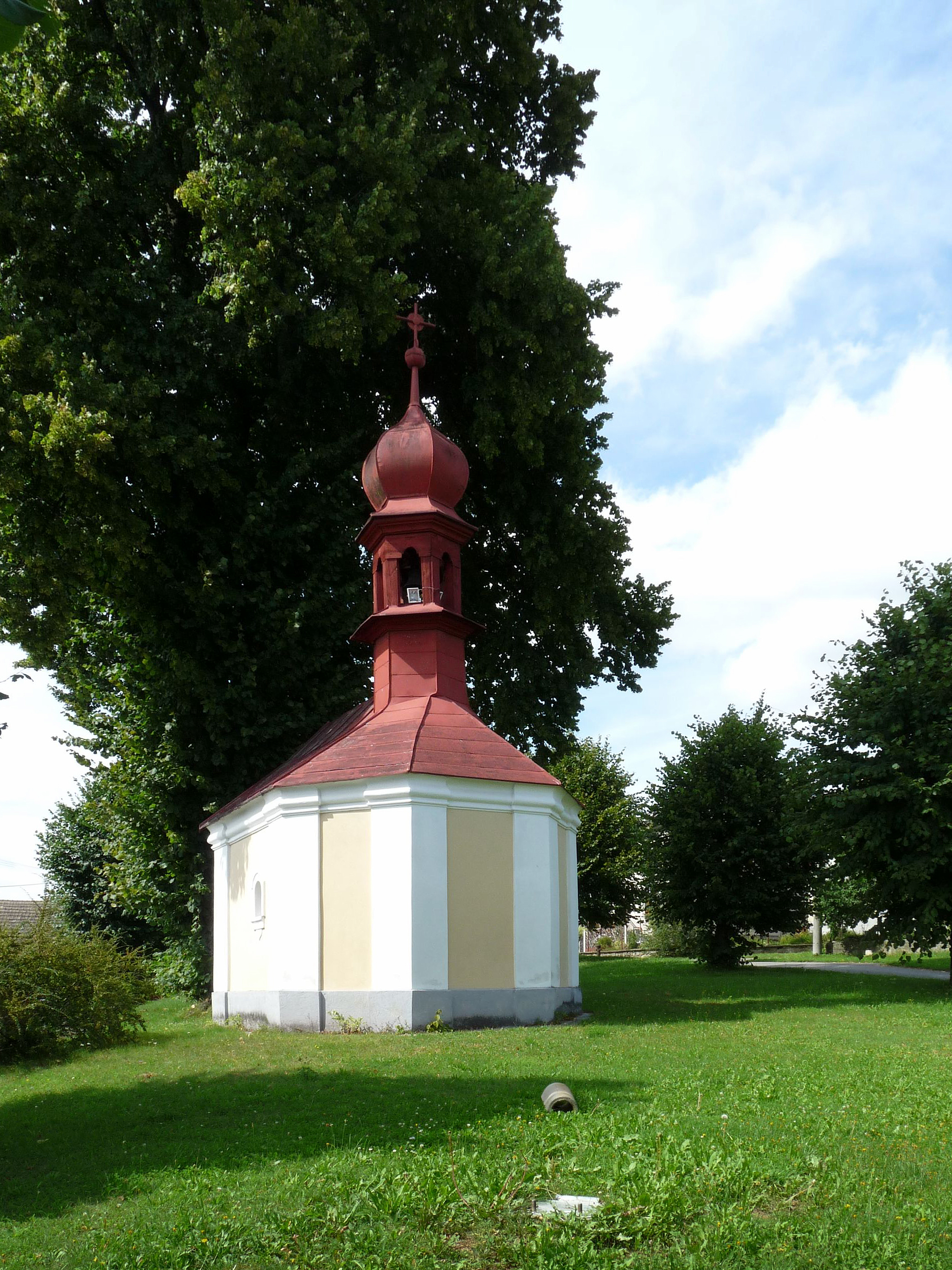
Kaple v Krtově

- Kaple na návsi
- Křížek u kaple
- Vodní pumpa
- Lidová architektura
- Dva návesní rybníčky
- Památník